# Mylabris raml
Mylabris raml is een keversoort uit de familie van oliekevers (Meloidae). De wetenschappelijke naam van de soort is voor het eerst geldig gepubliceerd in 1991 door W. Schneider.